# Ca l'Hospitaler
Ca l'Hospitaler és un edifici del municipi d'Ullastret (Baix Empordà) que forma part de l'Inventari del Patrimoni Arquitectònic de Catalunya.

## Descripció

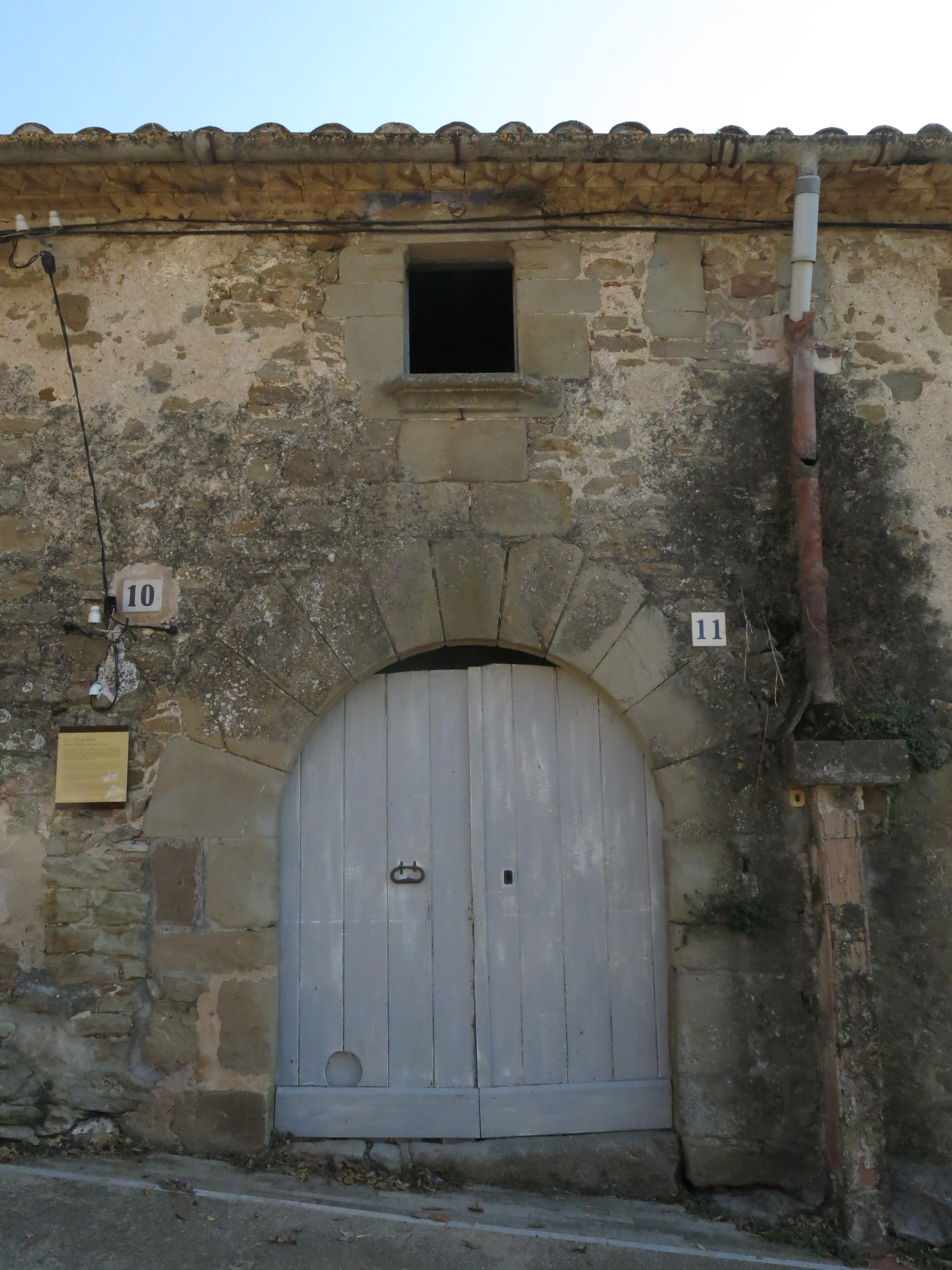
Portal d'entrada, al carrer de la Notaria

És un edifici civil, una casa de dues plantes emplaçada entre el carrer de la notaria i el carrer major, a l'extrem occidental d'aquest vials, al punt on conflueixen a l'esplanada on hi havia el padró o creu de terme del qual només resta "in situ" el basament. Per la seva situació la planta de l'edifici és lleugerament trapezial. A la façana del carrer de la notaria hi ha un portal adovellat i sobre d'ell una petita finestra amb llinda sobre mènsules que presenten unes senzilles motllures ornamentals. Al mur del carrer major hi destaca una finestra amb decoració en baix relleu a la llinda (una flor i fullatge), inscrita en un triangle i l'any 1580 incís. Altres obertures són modificades modernament. El mur de ponent té adossat nivell del pis. Hi ha tres finestres; la central, convertida en porta d'accés a la terrassa, té llinda, motllurada, la data 1587.
A l'interior, als baixos, hi ha voltes de canó i arcades. Una escala accedeix al pis (amb sostre d'embigat i a la porta hi ha, en baix relleu, una creu amb peanya, dos motius geomètrics hexagonals i l'any 1573.